# Ypthima quadripunctata
Ypthima quadripunctata är en fjärilsart som beskrevs av Embrik Strand 1909. Ypthima quadripunctata ingår i släktet Ypthima och familjen praktfjärilar. Inga underarter finns listade i Catalogue of Life.